# جواو بيدرو (لاعب كرة قدم مواليد 1996)
جواو بيدرو هو لاعب كرة قدم برازيلي في مركز الدفاع، ولد في 25 أبريل 1996 في البرازيل. لعب مع غراميو اساسكو اوداكس اسبورت كلوب.

## وصلات خارجية
- جواو بيدرو (لاعب كرة قدم مواليد 1996) على موقع قاعدة بيانات كرة القدم.إي يو (الإنجليزية)
- جواو بيدرو (لاعب كرة قدم مواليد 1996) على موقع قاعدة بيانات كرة القدم.إي يو (الإنجليزية)
- جواو بيدرو (لاعب كرة قدم مواليد 1996) على موقع Soccerway.com (الإنجليزية)
- جواو بيدرو (لاعب كرة قدم مواليد 1996) على موقع عالم كرة القدم.نت (الإنجليزية)